# Trogon
Surucuás (gênero Trogon) são aves da família Trogonidae.
As seguintes espécies são reconhecidas:
- Trogon aurantiiventris Gould, 1856
- Trogon bairdii Lawrence, 1868
- Trogon citreolus Gould, 1835
- Trogon clathratus Salvin, 1866
- Trogon collaris Vieillot, 1817
- Trogon comptus Zimmer, 1948
- Trogon curucui Linnaeus, 1766
- Trogon elegans Gould, 1834
- Trogon massena Gould, 1838
- Trogon melanocephalus Gould, 1836
- Trogon melanurus Swainson, 1838
- Trogon mexicanus Swainson, 1827
- Trogon personatus Gould, 1842
- Trogon rufus Gmelin, 1788
- Trogon surrucura Vieillot, 1817
- Trogon violaceus Gmelin, 1788
- Trogon viridis Linnaeus, 1766

Recentemente em 17 de Março de 2021 foi descoberto uma nova espécie no estado brasileiro de Alagoas foi chamada de Surucuá-de-Murici (Trogon muriciensis).